# Megan Park
Megan Marie Park (Lindsay, 24 luglio 1986) è un'attrice e regista canadese.
È conosciuta per aver partecipato alla serie La vita segreta di una teenager americana recitando nel ruolo di Grace Bowman.

## Biografia
Megan è nata in Ontario, Canada, ed ha iniziato la sua carriera da attrice facendo piccole parti all'età di 6 anni. Ha frequentato la Oakridge Secondary School, a London, nell'Ontario. Ha partecipato inoltre al programma "Original Kids Theatre". Ha avuto il suo ruolo di maggior successo nella serie Angela's Eyes ed un ruolo minore nel film Charlie Bartlett.
La Park ha partecipato anche a serie come La mia vita con Derek interpretando Amy, una ragazza innamorata di Derek e cheerleader, ex-ragazza di Max. Il suo ruolo che le ha portato più successo è stato nella serie La vita segreta di una teenager americana, dove interpreta Grace Bowman, una cristiana adolescente e cheerleader che, insieme al suo fidanzato vuole mantenere la sua verginità fino al matrimonio. Si innamora poi di Ricky (Daren Kagasoff) ma il suo fidanzato Jack (Greg Finely) non vuole che lei frequenti il padre del figlio di Amy (Shailene Woodley).
La Park ha fatto il provino per interpretare Ashley Appleton nel musical High School Musical 3: Senior Year, uscito nelle sale nel 2008. Ha inoltre rinunciato ad interpretare un ruolo in CSI: Miami dove doveva interpretare Ellen Woglom. Negli ultimi mesi del 2010 prende parte alle riprese del film Una spia al liceo con Miley Cyrus, uscito nel 2012.

## Vita privata
Dal 2007 frequenta il cantante e attore statunitense Tyler Hilton. Si sono sposati poi nell’ottobre 2015. 
L'attrice è malata di artrite reumatoide, diagnosticatale quando era adolescente.

## Filmografia

### Attrice

#### Cinema
- Some Things That Stay, regia di Gail Harvey (2004)
- KAW - L'attacco dei corvi imperiali (Kaw), regia di Sheldon Wilson (2007)
- Charlie Bartlett, regia di Jon Poll (2007)
- Le cronache dei morti viventi (Diary of the Dead), regia di George A. Romero (2007)
- The Butcher's Daughter, regia di Daniel Casey (2008) (cortometraggio)
- La truffa perfetta (Guns, Girls and Gambling), regia di Michael Winnick (2011)
- A Cinderella Story: Once Upon a Song (2011)
- Una spia al liceo (So Undercover), regia di Tom Vaughan (2012)
- What If, regia di Michael Dowse (2013)
- Demonic, regia di Will Canon (2015)
- Room, regia di Lenny Abrahamson (2015)
- Una spia e mezzo (Central Intelligence), regia di Rawson Marshall Thurber (2016)
- C'era una volta un principe (Once Upon a Prince), regia di Alex Wright (2018)

#### Televisione
- 134 modi per innamorarsi (This Time Around) – film TV (2003)
- Dark Oracle – serie TV, episodio 2x02 (2004)
- She's Too Young – film TV (2004)
- Ace Lightning – serie TV, 5 episodi (2004)
- The Blobheads – serie TV, episodi 1x02-1x15 (2005)
- Sorpresa a Natale (The Road to Christmas) – film TV (2006)
- Angela's Eyes – serie TV, episodio 1x05 (2006)
- The Dark Room – film TV (2007)
- La mia vita con Derek (Life with Derek) – serie TV, episodio 3x23 (2007)
- Entourage – serie TV, episodio 7x02 (2010)
- Happy Endings – serie TV, episodio 2x02 (2011)
- The Newsroom – serie TV, episodio 1x02 (2012)
- La vita segreta di una teenager americana (The Secret Life of the American Teenager) – serie TV, 121 episodi (2008-2013)
- Vicini del terzo tipo (The Neighbors) – serie TV, 9 episodi (2013-2014)
- Un desiderio che si avvera (A wish come true), regia di Mark Rosman – film TV (2015)
- Jane the Virgin – serie TV, episodio 2x08 (2015)
- Imposters – serie TV, episodi 1x01-1x02-1x07 (2017)
- Young Sheldon – serie TV, episodio 2x15 (2018)
- Giustizia per mia madre (Did I Kill My Mother?) - film TV, regia di David Bush (2018)
- Un principe sotto l’albero (A Royal Queens Christmas) - film TV (2021)

### Regista

#### Cinema
- La vita dopo - The Fallout (The Fallout) (2021)
- My Old Ass (2024)

## Doppiatrici italiane
- Letizia Ciampa in Kaw - L'attacco dei corvi imperiali, Charlie Brennett
- Chiara Oliviero in Ace Lightning, Un desiderio che si avvera
- Francesca Manicone in La vita segreta di una teenager americana
- Emanuela Damasio in Cindarella story: Once upon a song
- Roberta De Roberto in Un principe sotto l'albero
- Ilaria Silvestri in Giustizia per mia madre
- Loretta Di Pisa in Una spia al liceo